# Liste der Monuments historiques in Perrex
Die Liste der Monuments historiques in Perrex führt die Monuments historiques in der französischen Gemeinde Perrex auf.

## Liste der Bauwerke
| Bezeichnung                | Beschreibung              | Standort               | Kennzeichnung | Schutzstatus | Datum | Bild           |
| -------------------------- | ------------------------- | ---------------------- | ------------- | ------------ | ----- | -------------- |
| Pigeonnier du Moulin Grand | Erbaut im 17. Jahrhundert | Les Prés Magnin (Lage) | PA00125735    | Classé       | 1993  | weitere Bilder |

## Liste der Objekte
- Monuments historiques (Objekte) in Perrex in der Base Palissy des französischen Kultusministeriums